# Historia demográfica de Honduras
La historia de la evolución demográfica de Honduras tuvo un proceso de crecimiento bastante lento. 
Debido a que la reconstrucción histórica de este proceso tropieza con limitaciones debido a la escasez de datos disponibles y confiables, no ha sido posible realizar un análisis de la evolución, dinámica y distribución de la población hondureña desde sus inicios hasta el siglo actual (XXI).

## Población aborigen
Antes de la conquista, «Honduras estaba habitada por una población aborigen descendiente de diferentes troncos étnicos»1 entre estos de los que aun sobreviven a nuestra época son: Los Lencas, Payas, Chorotegas, Xicaques, Chortis, solo por mencionar algunos. Estos pueblos apesar d ecompartir rasgos culturales comunes netre si en rraldiad enran grupos distintos unos de los otros, con sus propios panteones, rituales religiosos, e idiomas. Estos pueblos eran de origen Mesoamericano y caribeño en visto que honduras se encontrba justo en una de las fronteras sur de Mesoamérica y el comienzo del área intermedia.
De acuerdo con algunos historiadores, «Estas culturas alcanzaron grandes progresos en los diversos campos del conocimiento humano, impulsados por el desarrollo de una variada agricultura. De esta manera garantizaban una alimentación adecuada a su numerosa población. Además aplicaron técnicas de gran perfección en los tejidos y la cerámica. Desarrollaron un intenso y variado comercio».
En la sección noroccidental de Honduras, predominaban los pueblos de los chortís, grupo mayance localizado en Copán y Ocotepeque, y los lencas que se extendían por los departamentos de Santa Bárbara, Lempira, Intibucá, La Paz, Comayagua, Francisco Morazán y Valle y parte de lo que hoy comprende el territorio de El Salvador. 
El resto del territorio hondureño estaba habitado por pueblos provenientes del sur del continente, con una cultura predominantemente y seminómada, regidos por relaciones de producción comunal primitivas. Entre estos pueblos se encontraban tolupanes (denominados también "xicaques"), pechs (denominados también "payas"), tawahkas y misquitos que, en su conjunto, formaban la mayoría de la población del país.

## Primeros recuentos

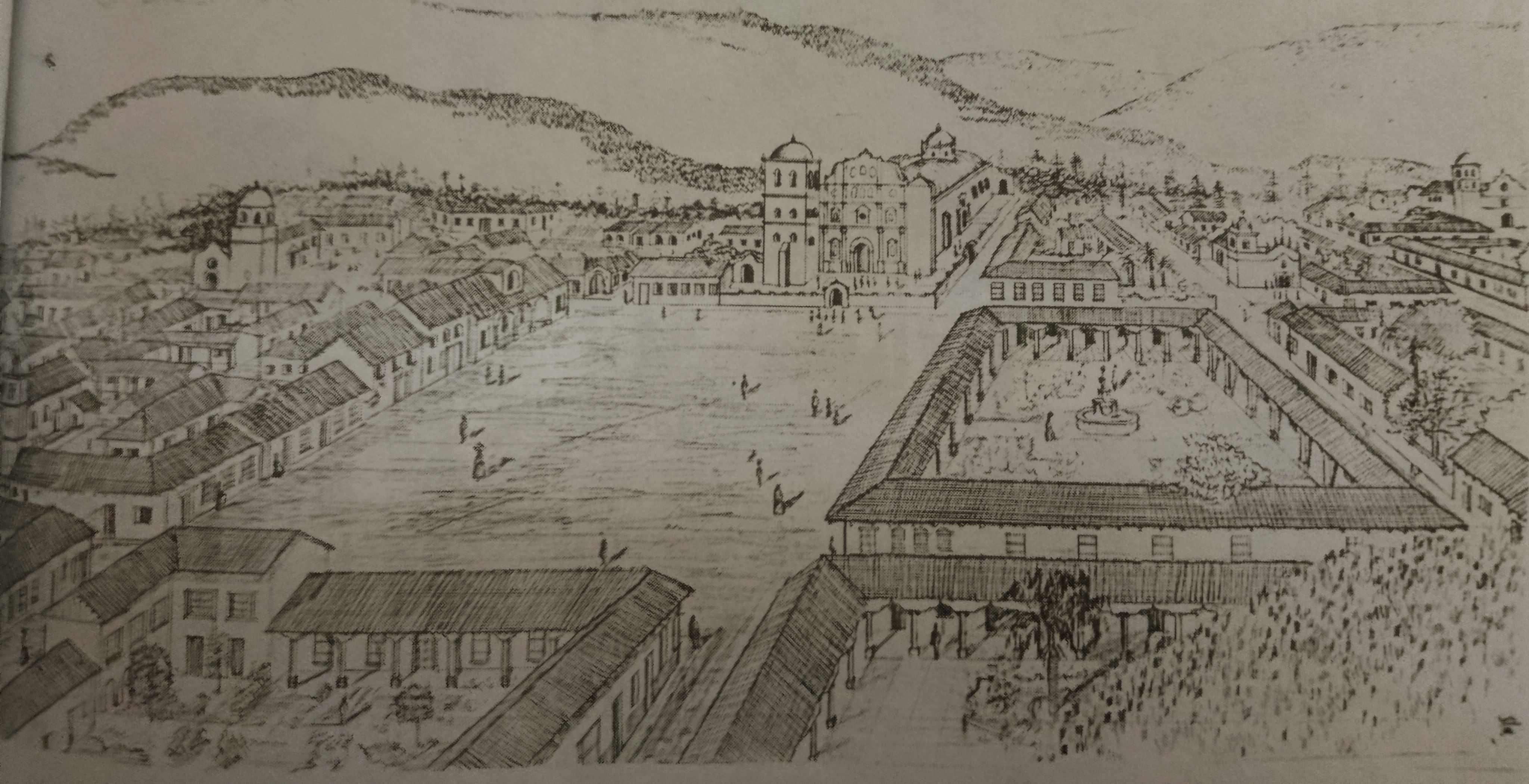
Comaygua como capital de la provincia fue el centro urbano mayormente poblado en el periodo Colonial de Honduras.

De acuerdo al sociólogo hondureño Guillermo Molina Chocano, los primeros recuentos de la población hondureña son el producto de estimaciones hechas por «historiadores, cronistas y viajeros». La mayoría de estos coinciden en que a la llegada de los españoles la población aborigen, tanto en Honduras como el resto de América, era muy numerosa. 
Por ejemplo, el viajero milanés Girolaneo Benzoni (Historia del Nuevo Mundo, 1572) asegura que "cuando los españoles fueron a conquistar la región de Honduras...se encontraron con más de cuatrocientos mil indios..."1 Otros (El Costo de la Conquista, 1992) aseguran que «la población aborigen de Honduras era de aproximadamente 800 000 indígenas[...]».
No obstante, «la información sobre la población de Honduras en el siglo XVI es incompleta y ambigua debido, sobre todo, al hecho de que Honduras no era en esa época una unidad geográfica y política.» Además, «los primeros conquistadores no nos dan cifras globales de la población nativa de Honduras» Según Guillermo Molina Chocano, la población indígena «se ha calculado a partir del procedimiento administrativo del registro en las listas de impuestos reales, de los hombres comprendidos entre los 18 y 55 años o sea los llamados 'tributarios'». 
Cada tributario representaba en esa época cuatro o cinco habitantes. De acuerdo a ese criterio, "uno de los cálculos establece que el total de la población indígena hacia 1575 era aproximadamente de 100 000 a 127 000 habitantes tomando como referencia la cifra de 25 300 tributarios basada en el informe de 1571 de Don Juan López de Velasco" quien fuese cronista y cosmógrafo mayor del Consejo de Indias.
| Comayagua                   | 100 | 2600   | 56  |
| Gracias a Dios              | 50  | 3000   | 61  |
| San Pedro Sula              | 50  | 700    | 30  |
| Trujillo                    | 10  | 9000   | 30  |
| San Jorge de Olancho        | 40  | 10 000 | --  |
| San Juan de Puerto Caballos | --  | --     | --  |
| TOTAL                       | 250 | 25 300 | 177 |

## Descenso demográfico

Si la población indígena de Honduras se estima entre «800 000» y «400 000» personas al momento de la llegada de los españoles (siglo XVI), estos números, aunque no exactos determinan en verdad una presencia considerable de indígenas en territorio hondureño. «Sin embargo, como lo indican los datos seguidamente se va a producir un sustancial descenso demográfico»  de la población indígena hondureña. 
De acuerdo al milanés, Girolaneo Benzoni, quien inicio su viaje a América en 1541 y quien estuvo en Centroamérica entre 1550 y 1554 asegura que "Cuando yo estuve allí, ya no había ni siquiera ocho mil indios[...]". Mientras que el Obispo Cristóbal de Pedraza asegura que "para 1539 esta población había sido reducida a 15 000."  
Según Molina Chocano "Diversos factores pueden considerarse en este descenso de la población. Entre ellos la sobre explotación de la fuerza laboral [...]" O como lo expone Benzoni "[...] los españoles, entre los que habían matado en las guerras, los vendidos como esclavos, los muertos en las minas y otros insoportables trabajos y fatigas, los han aniquilado implacablemente".
Sin embargo, para algunos historiadores "la guerra y la esclavitud" fueron solamente "factores limitados en el proceso de crisis demográfica[...] Para estos, "el principal factor, fue la presencia de nuevas enfermedades para las cuales los indígenas no tenían defensas." "Y, por supuesto" aseguran, "estas enfermedades continuaron siendo el factor esencial que limitó el desarrollo de toda la población (europea, mestiza y, sobre todo, indígena) durante los primeros dos siglos [...] » (Historia general de España y América).
En todo el reino de Guatemala del cual Honduras fue parte, "la población indígena llegó a su descenso máximo en las primeras décadas del siglo XVII (probablemente no más tarde de 1630 para la mayo ria de las regiones). Las décadas de disminución más pronunciada fueron 1520-50. Todavía entre 1550 y 1580 fue fuerte, aliviándose luego.

## SigloXVII
Sin duda alguna, la "esclavización de los indios"  así como "las epidemias, hambrunas, exceso de trabajo, revueltas, etc."  Jugaron un papel preponderante, en el descenso brusco de la población de Honduras durante la mayor parte del siglo XVI. Este descenso poblacional tuvo repercusiones negativas en el desarrollo económico de la provincia. Esto se hace más evidente, cuando se descubren yacimientos de metales preciosos en la provincia. Esto a la vez, da lugar a "el desarrollo de la minería" e "impulsa y genera otras actividades económicas."  en la región central de Honduras. 
Sin embargo, la provincia hondureña se encuentra ya en ese momento y posteriormente (a inicios del siglo XVII) con una aguda escasez de mano de obra "sobre todo cuando se encuentran en plena producción los yacimientos mineros."   Prueba de ello es que "en 1626, las autoridades reales se quejaban de que no había suficiente mano de obra para trabajar las minas, asegurando que sólo había 3 mil indígenas en la provincia." 
Como se puede apreciar "la gobernación no contaba con una población abundante[...] En la época del bum inicial se compró entre 2500 y 3000 esclavos africanos, pero el general proceso de encarecimiento de todos los bienes que se experimentó en el siglo XVII) elevó los precios de los esclavos y los mineros de Honduras no los podían adquirir." "El empleo de la mano de obra mestiza, población que paulatinamente iba en ascenso, compensó pero no solucionó satisfactoriamente esta escasez de mano de obra."
Para darse una idea, acerca de esta crisis, uno se puede basar en quizás "la única estadística detallada del número de tributarios indígenas en Honduras durante el siglo XVI se encuentra en los informes del servicio del tostón, siendo la última anotación completa para 1602, cuando se podían contar en la provincia hasta 3,035.5 indígenas tributarios. Cuando ésta se compara con la cifra de 4,734.5 indígenas tributarios que había en la provincia en 1592, queda claro que la población indígena seguía disminuyendo [...]"
No obstante, luego de esta crisis poblacional "A mediados del siglo XVII la población estaría entrando en un periodo de estabilidad." "Así, hacia finales del siglo XVII, parecería que en Honduras había unos 47 544 indígenas. Esta cifra debe ser considerada como un cálculo muy general, ya que las pruebas sobre las que se basa son muy escasas. Además, las imperfecciones de los registros documentales no permiten ningún tipo de estadística por regiones de la cifra calculada. No obstante, está claro que la población indígena había disminuido dramáticamente, probablemente en un 94,1 por ciento a partir de una población aborigen calculada en 800 000 personas."[...]»

## SigloXVIII
Durante el siglo XVIII se comenzó a dar un cambio demográfico en Honduras. Ya "Una vez que conseguida la estabilidad política, las bajas resultantes de las guerras entre indígenas y no indígenas representaron una parte significativa de la disminución [...]" en la población aborigen. Si bien es cierto, "las enfermedades continuaron ocasionando pérdidas en la población indígena...sus efectos demográficos no fueron tan devastadores porque muchos indígenas, especialmente en el occidente y en el área central de Honduras, habían creado un cierto grado de inmunidad contra enfermedades [...]"
Un ejemplo, de los cambios positivos en la población indígena durante el siglo XVIII, se puede observar  "Cuando se compara la cifra total de tributarios varones para el período entre 1741 y 1753 con la de 1760, hay un marcado incremento del 21,7 por ciento, de 3659 a 4452." (ver cuadro 2)
Para el año de 1778 , el Censo Real de la Capitanía General de Guatemala, que incluía la actual región de Centroamérica más el actual Estado de Chiapas y el distrito de Soconusco en México reportaba un total de «805 339 habitantes»."
"Honduras comprendía la provincia de Tegucigalpa y la provincia de Comayagua y tenía una población de 88 143 dividida de la siguiente manera: Comayagua (3 ciudades, 1 pueblo, 94 aldeas) 56,275; Tegucigalpa (2 pueblos, 23 aldeas) 31 455 y el Castillo de Omoa.".
En 1791, el Obispo de Honduras, Fray Fernando Cardiñanos, efectuó una enumeración que daba una población de 93 500 repartida así: distrito de Comayagua con 59 265 habitantes en cerca de 94 aldeas y el distrito de Tegucigalpa con 34 296 habitantes en 2 pueblos: Tegucigalpa y la "Villa de Jerez de la Choluteca y de Mis Reales Tamarindos" (Felipe II) y 6 pueblos pequeños de ladinos, 17 aldeas de indios, 13 minas y varias fincas.
| Lugares        | Casados Enteros (1741-1753) | Varones Casados (1741-1753) | Trib. varones (1741-1753) | Casados enteros (1757) | Trib. varones (1757) | Varones casados (1760) | Trib. varones (1760) |
| -------------- | --------------------------- | --------------------------- | ------------------------- | ---------------------- | -------------------- | ---------------------- | -------------------- |
| Comayagua      | 650                         | 730                         | 839                       | 596                    | 804                  | 775                    | 898                  |
| Tegucigalpa    | -                           | -                           | -                         | 776                    | 1046                 | -                      | -                    |
| Gracias a Dios | 1475                        | 1913                        | 2114                      | 1629                   | 2308                 | 2322                   | 2676                 |
| Tencoa         | 144                         | 263                         | 300                       | 144                    | 306                  | 239                    | 305                  |
| San Pedro Sula | 37                          | 61                          | 120                       | 41                     | 132                  | 139                    | 213                  |
| Olancho        | 78                          | 138                         | 166                       | 85                     | 180                  | 150                    | 183                  |
| Yoro           | 14                          | 23                          | 32                        | 14                     | 37                   | 19                     | 50                   |
| Olanchito      | 60                          | 64                          | 88                        | 11                     | 31                   | 81                     | 127                  |
| Total          | 2458                        | 3192                        | 3659                      | 3296                   | 4844                 | 3725                   | 4452                 |

## SigloXIX

### Fin del periodo colonial

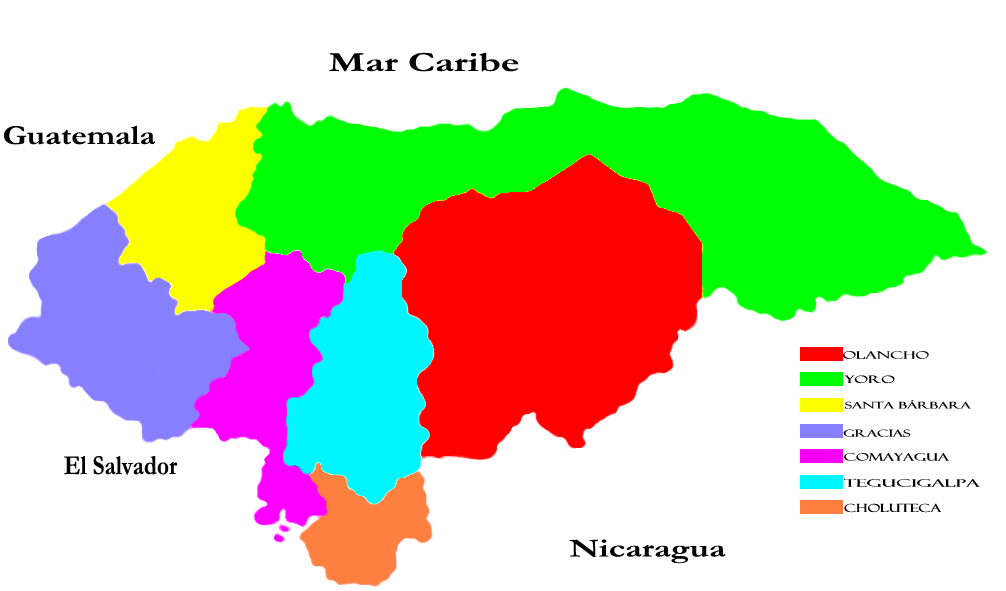
Primera división administrativa de Honduras

Para algunos historiadores "El punto de partida para estudiar la población es el censo general para la provincia de Honduras elaborado por el intendente don Ramón de Anguiano" ." el cual "daba en 1801 una población de 130 000 en 249 centros habitados." ." Si se compara la evolución de la población hondureña, desde finales del siglo XVI, "con las cifras de 1778, 1791 y 1801 no se observan modificaciones sustanciales en el comportamiento de la población... "De tal forma" dice Molina Chocano, "que no es posible precisar la evolución de la población en el periodo Colonial en su conjunto."  Sin embargo, se pueden "detectar algunos fenómenos en los anos de transición hacia la etapa republicana y a lo largo del siglo XIX."
En 1816, cinco años antes de la independencia, "el Intendente Don Juan Antonio Tomos emitió un informe de su visita en 1815, en el cual señalaba 100.000 habitantes en 39 curatos y 8 aldeas de negros caribeños cerca de Trujillo (calculados en cerca de 10.000) para un total de 110.000 habitantes." Después de la independencia "la población de 1826 (200 000 personas)se basa en el cálculo hecho por el señor don Dionisio de Herrera, jefe que fue del estado de Honduras; lo mismo que la de 1850 (350 000 personas) que descansa en el cálculo hecho por Mr. E. Geo. Squier" Si se toma en consideración el censo de 1826 y se compara "con el cálculo del Arzobispo de Guatemala, Don Francisco de Paula García Peláez, en 1838, (173 365 habitantes (21 165 españoles, 106 668 ladinos y 45 532 indios), se puede observar[...] un claro descenso del ritmo de crecimiento de la población en los años" después de la independencia y "durante la existencia de la Federación Centroamericana."
Esto se debió, más probablemente por "la gran epidemia del Cólera Morbo que azota Honduras en 1837". Y "por la elevada mortandad y las dislocaciones familiares que provocan las guerras civiles de la región" centroamericana. "Precisamente entre 1826 y 1838-39 la Federación se debate en un estado de constantes convulsiones político-militares. Al parecer se puede suponer que esta depresión demográfica se prolonga hasta la secada de 1870 y que solo hacia 1880 se recupera un ritmo de crecimiento sostenido de la población."

### Dirección Nacional de Estadística.

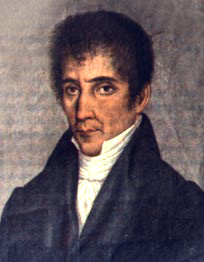
José Cecilio del Valle

De acuerdo a la escritora Carmen Fiallos, en 15 de noviembre de 1823 se emitió la primera ley de estadísticas en las Provincias Unidas de Centroamérica a iniciativa de José Cecilio del Valle. Como se expuso anteriormente, los recuentos de la población de Honduras y Centroamérica en general, se llevaban a cabo por "algunas autoridades civiles y religiosas." "Pero fue hasta el 28 de junio de 1880 que el poder ejecutivo" de Honduras "establece el departamento de estadística, al frente del cual se coloca a don Francisco Cruz." Con este giro, la Reforma Liberal de 1876 "trata de estructurar el estado conforme a moldes modernos."
Es así como el doctor Cruz, como primer Director de Estadística fue quien levantó el primer censo general en 1881. A través de este censo, Cruz suplió con datos dignos de ser tenidos en cuenta. Aunque el mismo Francisco Cruz dice el escritor Marinas Otero, "tenía dudas sobre los resultados obtenidos." Los resultados de este censo fueron publicados el 31 de diciembre de 1882. Dicho censo hace constar que Honduras contaba en esa época con «307 289 habitantes.»
"En 1887 se efectuó el segundo Censo bajo la Dirección de Don Antonio R. Vallejo.""Este censo fue muy superior al de 1881," pero este censo como el anterior, "adolecen de un considerable subregistro, tal como lo manifestaron ellos mismos."Vallejo dice que por estimarlo deficiente, “se creyó autorizado para calcular en un 6, 10, 15, 20 y hasta 50 por ciento los defectos aludidos, especialmente en las poblaciones indígenas que se escondieron el día del empadronamiento.”
| Intendente Anguiano              | 1801 | 130 000 | - ‰                  |
| Intendente Tornos                | 1815 | 110 000 | - ‰                  |
| Dionisio de Herrera              | 1826 | 200 000 | -‰                   |
| Arzobispo García Peláez          | 1838 | 173 365 | -‰                   |
| Ephraim George Squier            | 1850 | 350 000 | (Estimación inflada) |
| Dirección General de Estadística | 1881 | 370 289 | -‰                   |
| Dirección General de Estadística | 1887 | 381 938 | -‰                   |
| Dirección General de Estadística | 1895 | 398 877 | -‰                   |

## SigloXX-XXI

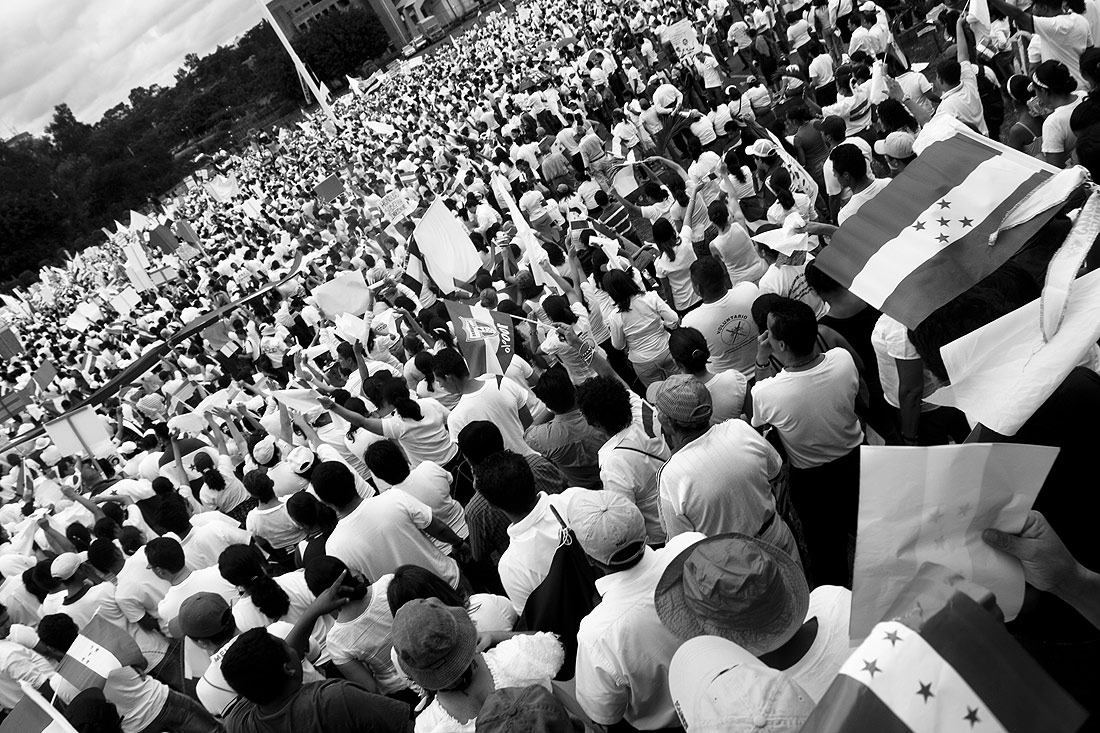
Durante el período intercensal 1988 - 2001 Honduras experimentó un crecimiento de poblacional de 2.7%

Como se puede observar hasta "principios del siglo XX Honduras era, todavía un país relativamente poco poblado." (543 741 personas en 1901). La mayor parte de la población de Honduras se concentraba alrededor de "Tegucigalpa en la zona sur y en la zona occidental Olancho... mientras que Comayagua y Santa Bárbara ocupan una situación intermedia."
"La extensa franja nor-oriental de Honduras, que se extiende desde el Río Cuyamel hasta las montañas de Olancho [44 496], y que actualmente incluiría los departamentos de Gracias a Dios, Colón [13 791], parte de Atlántida [8797], Cortés [21 801], y Yoro [19 988] estuvo poco poblada hasta principios del siglo XX (1902). Los pocos habitantes permanentes de esa región estaban divididos en varios pueblos indígenas que los españoles nunca pudieron someter durante la colonia, un grupo de varios miles de negros caribeños (garífunas) trasladados a Honduras por los ingleses a fines del siglo XVIII, y una pequeña población ladina o mestiza."
Sin embargo, "este desequilibrio" en la "distribución demográfica... comienza a corregirse con el paulatino poblamiento de la región norte del país en donde a fines del siglo XIX y principios del XX se implanta y desarrolla el cultivo del banano, primero en manos de finqueros nacionales independientes y luego bajo el control de las compañías norteamericanas."  Ya para el ano de 1910 la costa norte del país "comienzan a experimentar un aumento en el número de habitantes y a revelar los signos de las nuevas actividades de exportación. San Pedro Sula tiene 7820 habitantes, Puerto Cortes 3858, La Ceiba 2954, Tela 2243, Trujillo 3294 e Iriona 3359"
Luego que la Dirección General de Estadísticas llevara a cabo los censos de 1895, 1901, 1905 y 1910 se puede observar "la magnitud del aumento de la población a lo largo del siglo XIX: La población de Honduras se quintuplicó en el lapso comprendido entre los años finales del siglo XVIII y la primera década del XX, pasando de 93 501 habitantes en 1791 a 553 446 en 1910." 
Durante la primera mitad del siglo XX, el ritmo de crecimiento de la población hondureña continuó de forma estable pero despacio. Fue hasta 1940, cuando la población del país, finalmente supera el millón de personas (1 107 859). A partir de esa época se produce un acelerado crecimiento de la población hondureña.  "Desde los años cincuenta hasta el presente se ha quintuplicado la población empadronada. El recuento censal realizado en 1988 arrojó más de cuatro millones doscientos cuarenta y ocho mil quinientos sesenta y una personas y en el año 2001 arrojó un total de seis millones setenta seis mil ochocientos ochenta y cinco personas."
Este acelerado ritmo de crecimiento, ha producido "tasas de crecimiento demográfico superiores al tres por ciento. Para el período intercensal 1974 - 1988 se registró una tasa de 3,3 %mientras que para el período intercensal 1988 - 2001 se estima la misma en 2,7%, considerada todavía como una de las más elevadas en el contexto latinoamericano."